# Zygia cognata
Zygia cognata  es una especie de árbol perteneciente a la familia de las leguminosas (Fabaceae). Es originaria de  Belice, Guatemala, y Honduras.

## Distribución
La especie es conocida en Cauca (Colombia) según los registros confirmados y del Valle con menos registros definidos.

## Taxonomía
Zygia cognata fue descrita por (Schltdl.) Britton & Rose y publicado en North American Flora 23(1): 39. 1928.
Sinonimia
- Feuilleea cognata (Schltdl.) Kuntze
- Inga cognata Schltdl. basónimo
- Inga stevensonii Standl.
- Pithecellobium cognatum (Schltdl.) Benth.
- Pithecellobium stevensonii (Standl.) Standl. & Steyerm.
- Pithecolobium cognatum (Schltdl.) Benth. (lapsus)
- Pithecolobium stevensonii (Standl.) Standl. & Steyerm. (lapsus)
- Zygia stevensonii (Standl.) Record[3][4]